# ハーヴェイ・ガイ
ハーヴェイ・ヒューゴー・ガイ（Harvey Hugo Guy、1870年11月9日-1936年1月30日）は、ディサイプルス(基督教会)から派遣された宣教師、聖学院の創設者の一人。

## 生涯

### 初期
1870年にアメリカ合衆国のカンザス州で生まれる。アイオワ州のドレーク大学(英)卒業後にマーサ・アンドリュース(Martha Andrews)と結婚する。

### 来日
1893年秋に妻マーサと共に、来日し、先輩の宣教師を助けて、関口教会を創立、聖書学校の創設、本郷教会の再建などに取り組んだ。
1900年(明治33年)一時帰国中に、イエール大学で学んで哲学博士号を取得する。その後、1903年に来日する。石川角次郎に要請して、石川と共に東京府駒込に聖学院神学校（現・聖学院中学校・高等学校）を設立し、日本人による伝道者の育成を目指した。
聖学院神学校、英語夜学校、中学校などを開校したが、妻の病気のために1907年(明治40年)に帰国する。帰国後は、カリフォルニア州に住んで太平洋神学校で教えた。

### 再来日
1927年(昭和2年)に講演旅行で再来日、また、1930年(昭和5年)から1933年(昭和8年)まで社会宗教調査の団長として短期間日本に滞在する。

## 人物
- 流暢な日本語を話し、和漢の古典にも通じて、説教者としても有名であった。[1]